# Rhipicephalus sanguineus
La garrapata canina marrón, garrapata de perro o garrapata café del perro (Rhipicephalus sanguineus) es un artrópodo ectoparásito hematófago de la familia Ixodidae, que ataca preferentemente a los perros, aunque también puede parasitar a otros animales domésticos, salvajes e incluso ocasionalmente al humano, aunque otros animales de sangre caliente son raramente picados.
Es una especie cosmopolita, pero es más común en climas cálidos, dado que es sensible al frío. Originaria de África, actualmente se encuentra en todo el mundo, a excepción de las zonas con un clima rígido de bajas temperaturas. En muchos lugares se las ve sólo en verano debido a reapariciones estacionales, dado que algunos individuos de sus poblaciones locales sobreviven aletargados a la estación fría, en refugios temporales. En algunos casos, gracias a esos hábitats, es posible que esta especie sea endémica todo el año, ya que, a diferencia de la mayoría de las especies de garrapatas, R. sanguineus puede completar la totalidad de su ciclo de vida en interiores, como perreras y residencias.
En Brasil es conocida por su nombre popular: carrapato-vermelho-do-cão (garrapata roja del perro).

## Diseminación
La garrapata canina es originaria de África y está adaptada a condiciones cálidas y secas. A partir de ahí se ha diseminado prácticamente en todo el mundo. En climas cálidos es considerada ya un miembro de la fauna local, adaptada a las condiciones naturales de las zonas ubicadas entre los 50° de longitud norte y los 35º de latitud sur. En Europa, durante el verano se puede encontrar hasta el norte de los Alpes. Bajo condiciones microclimáticas específicas pueden encontrarse durante todo el año en Europa central, en casas, hostales y refugios de animales.
A diferencia de la mayoría de las garrapatas, las garrapatas del género Rhipicephalus poseen un geotropismo negativo, por lo que los adultos evitan ocultarse en el suelo. Si llegasen a caer, intencional o accidentalmente, de su hospedero, buscarán lugares altos, preferentemente entorno cercano, como pastos altos, paredes, grietas verticales en muros rocosos, etc., donde sus anfitriones suelen transitar o dormir, a fin de dejarse caer a la primera oportunidad en un incauto hospedador potencial que pase por ahí, después de haberlo percibido con su olfato o mediante el calor corporal emitido por el animal en cuestión.
Las hembras ponen sus huevos después de haberse alimentado de sangre, ocultándolos en el suelo, el piso y paredes de hogares con mascotas y en los lugares de descanso de los perros. Tres semanas después de la eclosión, las larvas se desplazan en dirección al perro y comienzan a succionar la sangre de su hospedero, ya en el perro, estás mudan después a ninfas, para finalmente llegar a adultos. El ciclo completo de desarrollo se lleva a cabo en el perro y se tarda unos dos o tres meses.
Esta especie de garrapata se mueve activamente, puede colonizar un hogar a través de escalar paredes hasta pequeñas grietas, a lo largo de ductos de ventilación y los espacios adyacentes, y también son levantados por las corrientes de aire. Debido a su corto ciclo de vida, pueden rápidamente llegar a producir una infestación masiva. En las estaciones más frías caen en un modo de hibernación, llamado diapausa, pudiendo sobrevivir sin un hospedero hasta por aproximadamente un año, reavivándose al volver el calor.

## Publicación original
- Latreille, 1806: Genera Crustaceorum et Insectorum secundum Ordinem naturalem in Familias disposita, iconibus, exemplisque plurimus explicata. vol. 1, pp. 1-302.

## Morfología

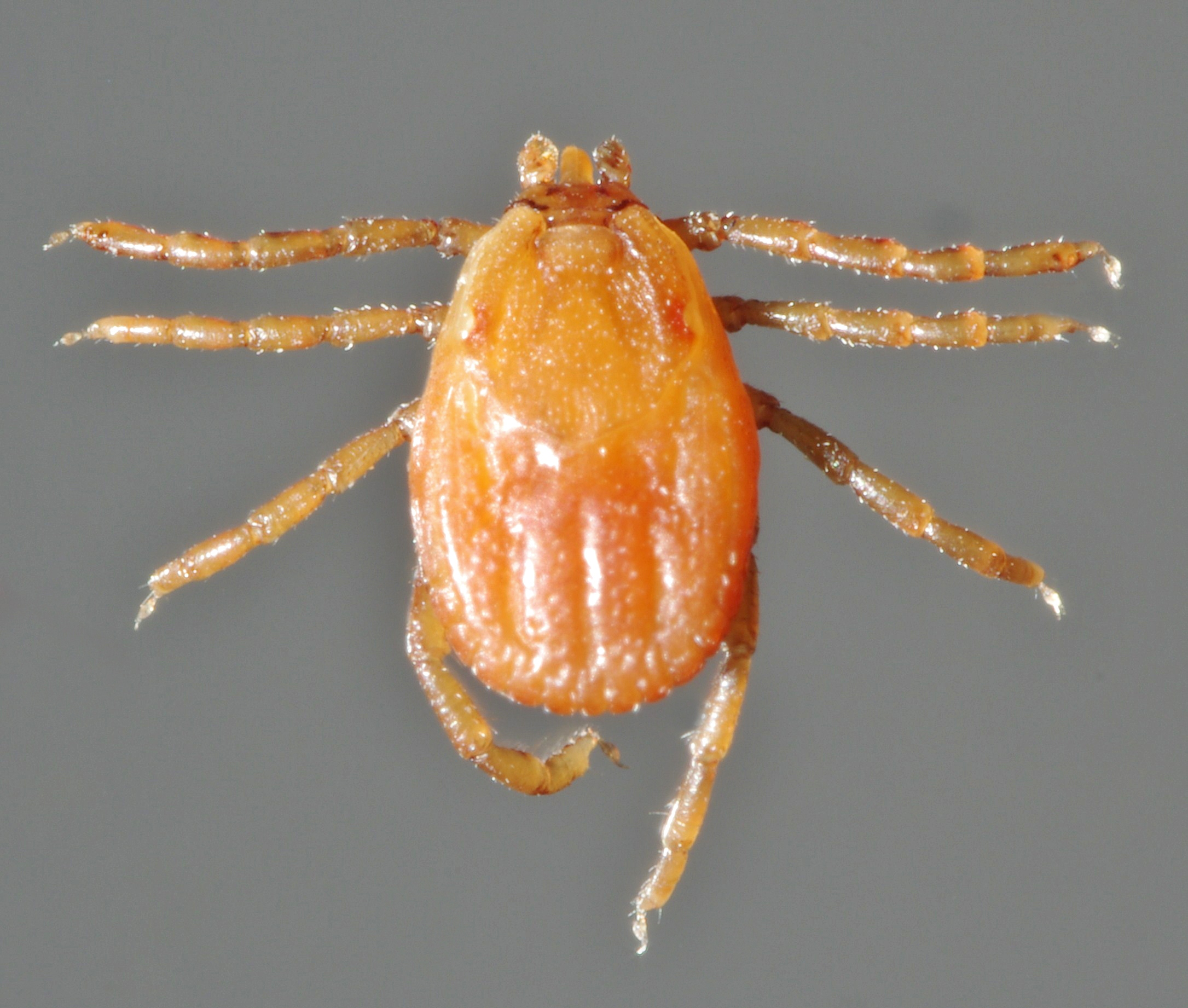
Una hembra adulta de R. sanguineus.

El tamaño de estos organismos es variable, las hembras son generalmente más grandes que los machos (dimorfismo sexual), también influye el que se estén o no alimentando, es así que si una garrapata adulta hembra se encuentra en ayuno, su cuerpo medirá cerca de tres milímetros de largo, pero cuando se alimenta esta misma hembra puede llegar a medir cerca de 12 milímetros (incluso 30mm) de largo. Su coloración es marrón rojizo, las hembras tienen el cuerpo más oscuro, especialmente en la cara frontal. Los cuatro pares de patas son de color marrón. Las ninfas miden cerca de un milímetro de largo, mientras que las larvas miden 0.5 milímetros.
Sus características morfológicas son las siguientes: rostrum corto, base del gnatossoma generalmente de forma hexagonal, sin escudo ornamentado, primer par de patas bífido, un par de placas adanales en los machos, peritremas en forma de coma,
R. sanguineus es la única especie del género Rhipicephalus registrada en América, sin embargo, debe ser diferenciada de dos especies: R. simus, en el que los surcos posteromedial y paramediales del macho son indistinguibles y el escudo de la hembra sólo presenta pocos poros en la parte central, pero de tamaño moderado a grande, contrario a lo que ocurre en R. sanguineus, en que el escudo presenta gran número de poros de tamaño pequeño y uniformemente distribuidos. También se debe diferenciar de R. schulzei en el que la placa adanal es un poco más ancha, sólo 2 - 2½ veces más larga que ancha mientras que la de R. sanguineus es 3 veces más larga que ancha. Las larvas de esta especie, antes de dejar el primer hospedero en su ciclo de vida, únicamente posen tres pares de tapas, es hasta la primera muda, en que pasa de larva a ninfa, que desarrollan los cuatro pares de patas, mismas que conservan durante su estadio en el segundo huésped y la subsecuente segunda muda de ninfa a adulto, hasta la madurez en su tercer y último hospedero, donde los adultos se alimentan, crecen y se aparean, para que después, una hembra grávida, deje al perro y deposite sus huevos en el sitio.
|                                                                                 |
| Imagen de una garrapata hembra adulta llena de sangre y encontrada en un perro. |

|                                     |
| Imagen de garrapata macho y hembra. |

|                                                     |
| Hembras adultas encontradas en la cola de un perro. |

## Ciclo de vida
R. sanguineus posee un ciclo evolutivo que incluye, además de los huevos que ponen las hembras en el terrero (una sola hembra pone un promedio de 200-3000 huevos por día), tres estadios móviles: larvas, ninfas y adultos (ejemplares reproductivos, o sea machos y hembras bien diferenciados).
Es una garrapata que requiere tres anfitriones u hospederos para completar el ciclo (trifásico), lo que significa que cada uno de los estadios móviles después de alimentarse de sangre por algunos días, deben de abandonar a su hospedero para continuar en el ambiente a la siguiente etapa de su ciclo de vida, ya que todas las mudas se realizan fuera del anfitrión.  Generalmente los tres anfitriones son perros (a veces el mismo individuo en un hogar cerrado, “ciclo monotrófico”); sin embargo, cada estadio móvil secundariamente puede alimentarse de otras especies de animales (félidos, ovinos, lagomorfos, zorros género Cerdocyon, bovinos, caprinos, roedores, equinos, comadrejas, etc.). La duración del ciclo biológico es dependiente de factores ambientales como son la temperatura y la humedad. Es así como el período de incubación de los huevos y de transformación de larvas en ninfas y de estas en adultos, es óptimo a los 30 °C, mientras que se alargan si la temperatura es menor. El rango de humedad óptima es más amplio, siendo de 20-93%. Bajo condiciones favorables, el ciclo se completa en aproximadamente 63 días, pero si el ambiente es adverso, se puede prolongar por varios meses, durante los cuales la garrapata permanece oculta en un estado de letargia denominado “diapausa”. Este fenómeno es descrito como la interrupción del desarrollo que ocurre en un estadio específico, con el objeto de realizar una estrategia adaptativa de supervivencia frente a las inclemencias ambientales.
La garrapata adulta puede adquirir la infección (bacteria, protozoo, virus, etc.) de la que es vector y transmitirla por la vía transovárica y la transestadial. Los tres estadios de la garrapata pueden ser potenciales vectores de enfermedades y transmitirlas a los reservorios, que vendrían siendo los dos organismos previos en su ciclo de vida.

## Períodos aproximados (en días) del ciclo de vida
- Pre-postura: 3
- Incubación: 17-60
- Larva: 2-7.
- Primera muda de larva a ninfa: 5-23.
- Ninfa: 4-9.
- Segunda muda de ninfa a adulta: 11-72.
- Hembra adulta: 6-30.[7]

Las larvas puede sobrevivir sin alimentase hasta 8 meses y medio, las ninfas seis meses y los adultos de los 12 hasta los 19 meses.
| |
| Este video muestra a una hembra de R. sanguineus durante el proceso de ecdisis. Nótese las contracciones del idiosoma, que es impulsado por ondas peristálticas regulares, y la exuvia que deslizó hacia atrás. |

| |
| Este La muda de las ninfas. Este video muestra varias ninfas durante el proceso de muda. Nótese una ninfa recién mudada, entrando literalmente en el exuvia de otra ninfa, de alguna manera estimulándola para que emerja. |

| |
| Este video muestra el momento exacto de la excreción de una esférula blanca (heces) por una hembra antes de su emergencia de la exuvia ninfal. |

## Hospederos

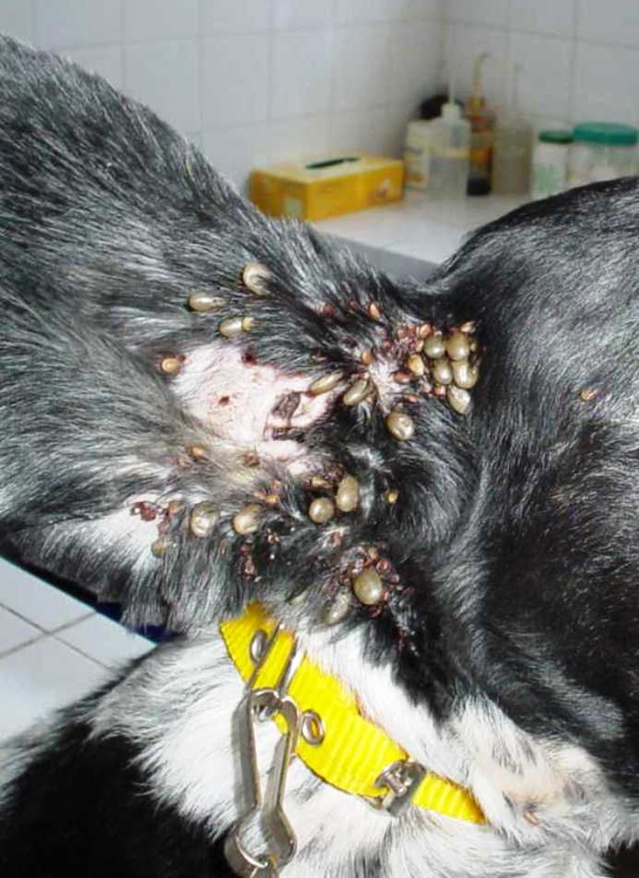
Un perro de Brasil gravemente infestado por garrapatas R. sanguineus.

R. sanguineus  se alimentan de una amplia variedad de mamíferos, siendo los perros sus hospederos preferidos, una población en condiciones apropiadas (temperatura constante, reducida higiene y alimento disponible) puede alcanzar proporciones de una plaga en las casas y perreras.

## Importancia médica
La garrapata café, R. sanguineus, es uno de los vectores más importantes de enfermedades en perros y zoonosis en el mundo. Hasta ahora se ha documentado que R. sanguineus es vector de las siguientes enfermedades en los perros: Erliquiosis canina (causada por la bacteria Ehrlichia canis), babesiosis canina (Babesia canis). Los síntomas de la erliquiosis canina incluyen cojera y fiebre,  en babesiosis incluyen fiebre, anorexia y anemia. Hasta ahora no se ha demostrado si R. sanguineus sea capaz o no de transmitir las bacterias que transmiten la enfermedad de Lyme a los seres humanos. En algunas partes de Europa, Asia y África, se ha identificado a esta garrapata como un vector de la Rickettsia conorii,  responsable de la fiebre botonosa o “tifus de la garrapata”. También se ha documentado que R. sanguineus como vector de Ehrlichia platys (también conocida como Anaplasma platys ) agente causal de la trombocitopenia cíclica infecciosa canina (TCIC) y del Hepatozoon canis causante de la hepatozoonosis, además de transmitir algunas especies de filarias.

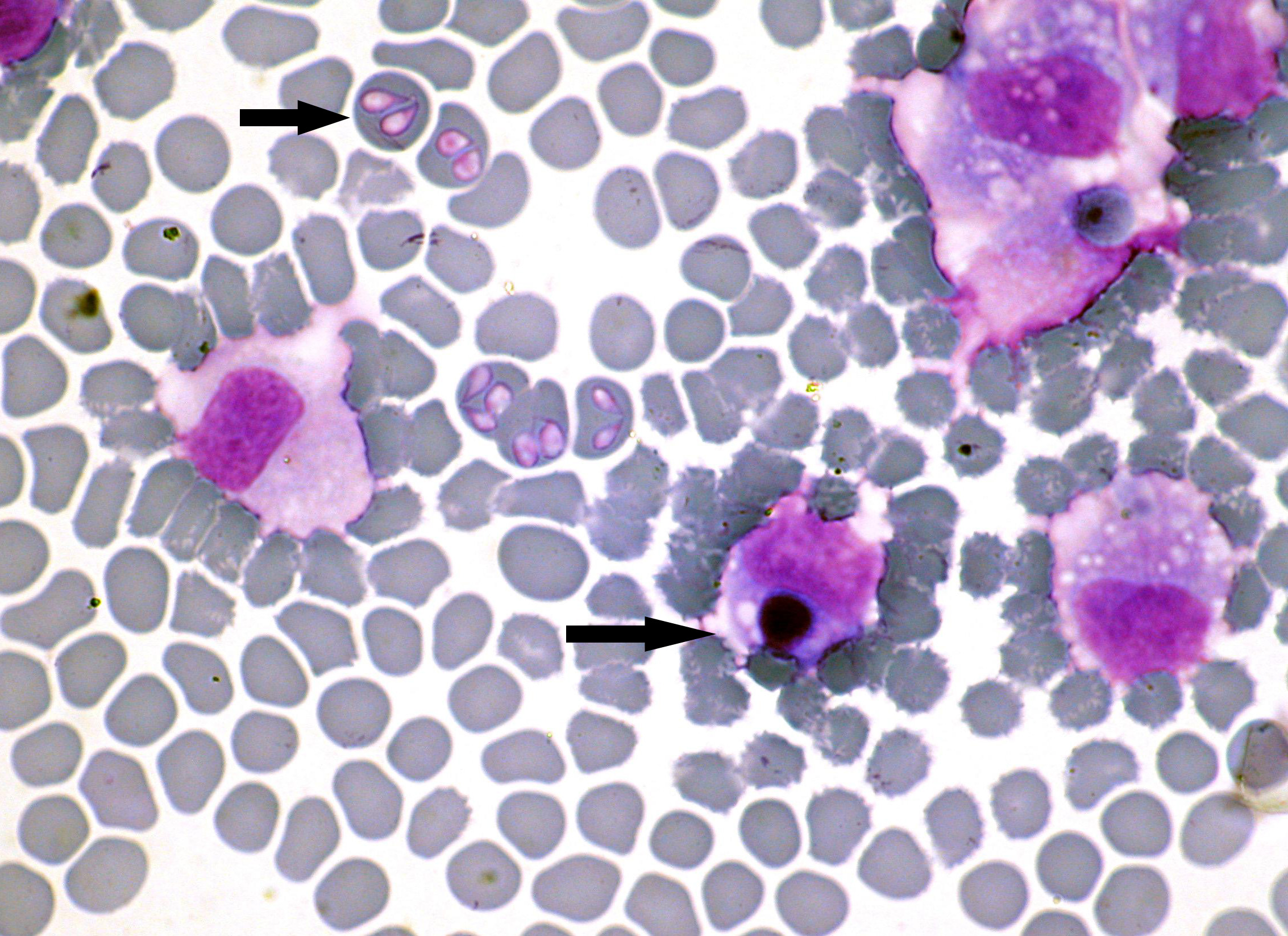
Muestra de la sangre de un perro de África del Sur, sufriendo una infección dual con Babesia en eritrocitos, y bacterias Ehrlichia en células blancas de la sangre. Ambos parásitos transmitidos por Rhipicephalus sanguineus especie tropical de garrapata del perro.

En el suroeste de los Estados Unidos se ha documentado que R. sanguineus también puede transmitir la fiebre de las Montañas Rocosas a los seres humanos.
Las garrapatas adultas pueden succionar de 0.5 a 2 ml de sangre, lo que en un corto período de tiempo puede causar anemia para el hospedero.  El traumatismo o herida causada por la picadura de garrapatas también puede dar lugar infecciones secundarias. Las picaduras de garrapata también pueden producir reacciones alérgicas, depresión y parálisis causadas por las toxinas nerviosas producidas en las glándulas salivales la garrapata hembra. La parálisis muscular por lo general comienza a partir de la parte posterior del cuerpo, luego se extiende por todo el organismo, en casos extremos puede ocurrir un paro respiratorio. La parálisis por picadura de garrapata tiene una duración de 1-4 días. Un hospedero recuperado de una parálisis por garrapatas se vuelve inmune en el transcurso de 2 a 8 meses.

## Manejo y Control
La mejor estrategia de manejo es la prevención de las infestaciones en casas, perreras y refugios caninos. Cuanto antes la infestación se descubra, más fácil será controlar. El acicalamiento y baño regulares, además la inspección de los animales domésticos son esenciales para el manejo y prevención de este padecimiento, sobre todo cuando los perros han interactuado con otros perros.
Las garrapatas se encuentran más comúnmente en la cabeza (en el cuello -bajo el collar-, bajo los labios, alrededor de los ojos, en la cara interior de sus orejas), en las patas (entre los dedos) y alrededor del ano de los perros. El control se consigue mediante la aplicación de baños acaricidas en perros, repitiendo el tratamiento dos o tres veces a intervalos de 14 días, junto con la limpieza manual de los canes y aplicación de acaricidas en paredes y suelos de la instalación.
Dado que las garrapatas del perro poseen un sentido subdesarrollado de la vista, dependen casi completamente de su sentido del olfato, por ello es posible prevenir una infestación estacional mediante la supresión del olor corporal de las mascotas. Rociar al perro con tratamientos con N,N-Dietil-meta-toluamida, conocida como DEET y el icaridina pueden ser convenientes para este fin, sin embargo, solo tienen un efecto a corto plazo.
Normalmente, para el tratamiento de los perros, los fármacos de elección son los piretroides, cuyo efecto repelente de ácaros se basa en una irritación química de la garrapata. Productos como el Amitraz, el fipronil, la permetrina, la flumetrina, el propoxur y el piriprol de una sola aplicación tienen un efecto protector de unas cuatro semanas. La deltametrina y el propoxur se utilizan en forma de collares impregnados de efecto prolongado, de unos seis a cuatro meses (para el caso del Dimpylat).
Se recomienda tomar medidas profilácticas para evitar las garrapatas caninas marrones, así como otras especies de garrapatas, tales como la garrapata de la madera común (Ixodes ricinus), la garrapata del pantano (Dermacentor reticulatus) y las enfermedades que ellas transmiten durante la estación cálida.

## Remoción segura de una garrapata

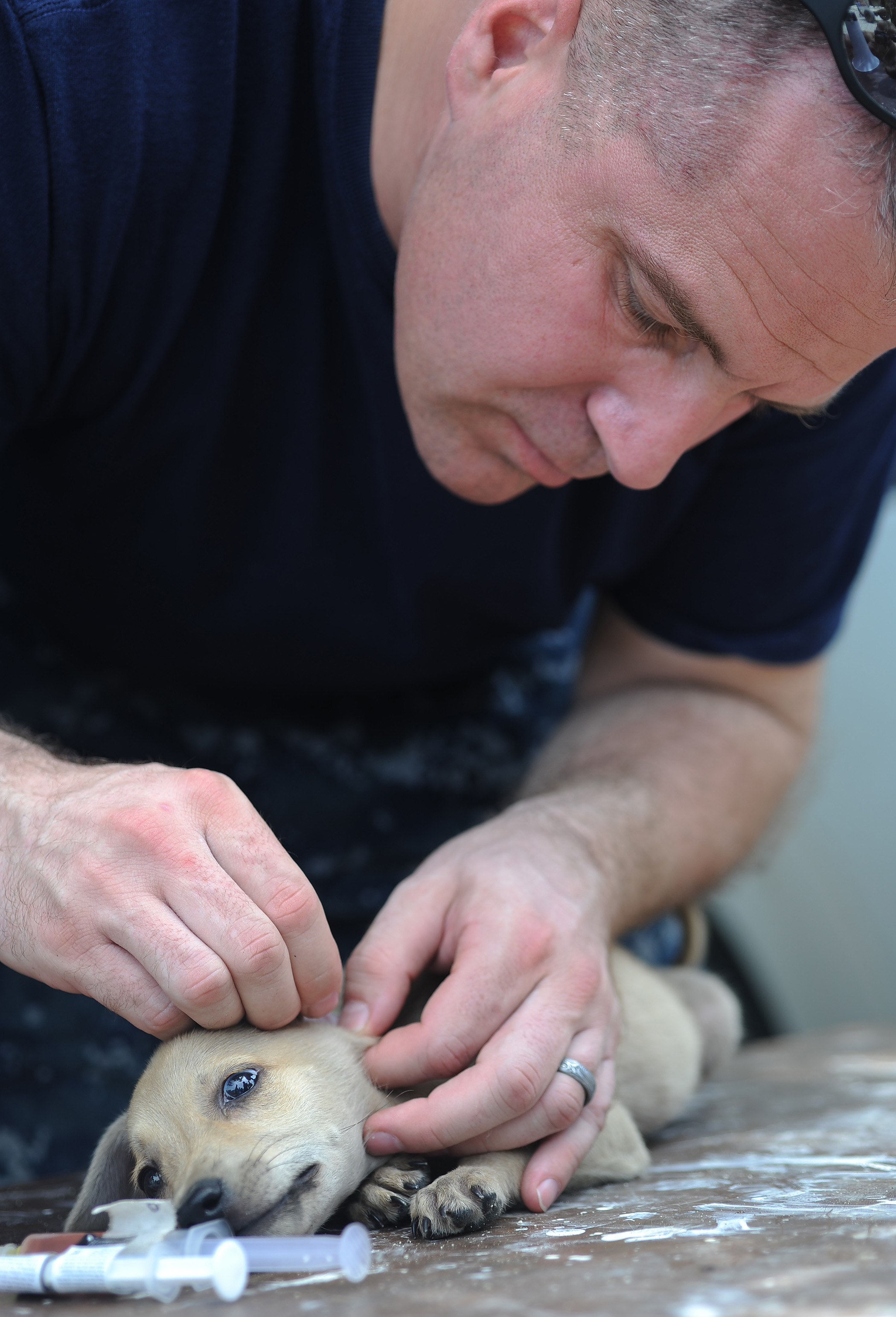
Un oficial del ejército de Estados Unidos, elimina las garrapatas de un cachorro en una clínica veterinaria temporal en Port-au-Prince, Haití, (27 de agosto de 2011).

En primera instancia, siempre se deberá de consultar a un veterinario antes de proceder a extraer una garrapata. De acuerdo a los especialistas, lo más indicado es que se caigan solas por acción de un garrapaticida, que puede ser en collares, polvo, líquido y aerosol (apray), por ejemplo el “Frontline” que tienen un efecto residual de aproximadamente 4 semanas. De hecho, para extraer la garrapata de forma segura, los veterinarios aconsejan utilizar siempre los fármacos antes que la extracción manual, dejándolos actuar unos minutos hasta que la garrapata muera y quitarla así más fácilmente, sin riesgo de que el aparato bucal del parásito se quede en la piel del hospedero, el no intentar extraerlas reduce los riesgos de infección en el caso de que no se logre hacerlo correctamente.
Si no queda otra alternativa que sacarla, se debe hacer con pinzas especiales, ya que las maxilas muchas veces se desprenden (del cuerpo de la garrapata) y quedan clavadas en la piel, en caso de no contar con pinzas especiales, se pueden utilizar pinzas de equipamiento médico, siempre y cuando sean de punta fina o estrecha y de preferencia curvadas- (evitar utilizar las que se usan para sacar las cejas), y se desinfecten antes y después de usarlas, procurando destinarlas únicamente para este fin. 
Las pinzas deben quedar lo más cercanas posibles al rostrum (cabeza), que es donde están insertadas las maxilas de la garrapata, el intentar extraer una garrapata sujetándola de la parte de atrás del cuerpo, irremediablemente causará la fragmentación de su cuerpo y la contaminación del instrumental y de la superficie cercana. Una vez se haya sujetado el rostrum, se tira firmemente y con un movimiento giratorio, sin apretar el cuerpo (dado que podría inyectar el contenido de la garrapata en el torrente sanguíneo), se realiza una tracción continua y lenta (podría llevar casi un minuto), progresiva, sin excesiva fuerza, nunca bruscamente, en perpendicular a la piel hasta conseguir su extracción. Esta extracción se debe realizar girando la garrapata unos 90 grados en sentido contrario a las agujas del reloj, ya que cuando se anclan a la piel, lo hacen en el sentido de las mismas agujas; de este modo, se revierte el movimiento que hizo para engancharse, evitando que el traumatismo llegue a más. Si alguna parte del aparato bucal de la garrapata queda en el interior de la piel, será necesario llevar al perro con el veterinario, para que usando equipamiento médico apropiado se extraigan los restos.
Antes de comenzar se recomienda considerar lo siguiente:
- Se aconseja utilizar guates de látex para evitar contagios.[14]
- No extraer ni aplastar la garrapata con los dedos, porque se corre el riesgo de contraer alguna enfermedad transmitida por garrapatas.
- No se debe usar aceite de oliva, vaselina alcohol u otras sustancias para quitar las garrapatas, ya que estos métodos aumentan el riesgo de infección, ya que podría precipitar que la garrapata vacié su estómago infectado a en la piel del perro.[14]
- No es aconsejable utilizar “remedios caseros” como quemar la garrapata con cigarrillos, fósforos o rociarla con esmalte para uñas, esto es peligroso para la mascota y el dueño.[14]
- Al sacar una garrapata, hay que asegurarse que está entera y matarla (ya sea quemándola, dejándola morir en un frasco con alcohol, etc.) hay que tener en cuenta que las garrapatas no mueren si se tiran al suelo, al inodoro o a la basura.

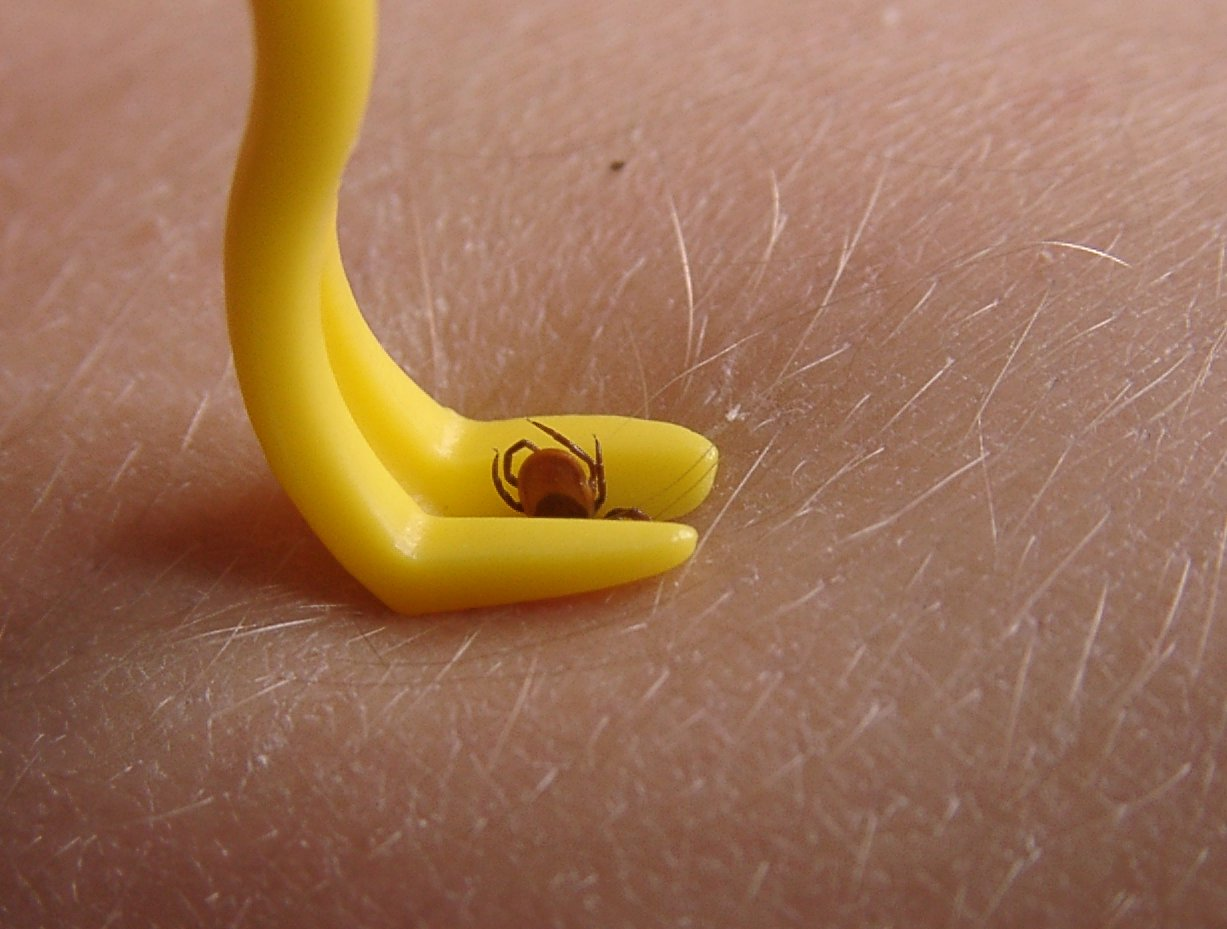
Proceso para remover una garrapata con seguridad, utilizando un instrumento plástico ideado para ello.

Después de extraerla es común que exista una reacción inflamatoria en el lugar donde el parásito succionaba, puede ocurrir que quede una cicatriz en el lugar de la picadura con una pequeña área sin pelo, esto ocurre por la irritación producida por la saliva de la garrapata (que cumple la función de anticoagulante). 
Inmediatamente después hay que lavarse las manos meticulosamente para evitar que se propaguen posibles huevos, es importante desinfectar bien la zona de la piel donde estaba alojada la garrapata lavándola y/o usando algún antiséptico local tópico.
Por último, en las semanas siguientes a la picadura, hay que prestar atención y observar que no aparezca una mancha rojiza en la zona o síntomas como fiebre, rigidez en el cuello, inflamación de los ganglios linfáticos, dolores musculares o debilidad, ya que en ese caso es imprescindible acudir al veterinario e informarle de la picadura de la garrapata.
Una vez extraída no es raro que quede una lesión inflamatoria en la piel, se recomienda aplicar una pomada antiinflamatoria y antibiótica, puede tomar una semana o más para sanar, en algunos casos queda una cicatriz dejando un área sin pelo en forma permanente, todo esto se debe a la irritación provocada por la saliva tóxica del parásito.